# シンクロ・ダンディーズ!
『シンクロ・ダンディーズ!』（Swimming with Men）は、2018年のイギリスのコメディ映画。
監督はオリヴァー・パーカー、出演はロブ・ブライドンとジェーン・ホロックスなど。
中年の危機に瀕した8人の中年男性がシンクロチームを結成、同じ目標に向かうことでもう一度人生の輝きを取り戻していく姿を描く。実在するスウェーデンの男子シンクロチームが世界選手権で成功を収めるまでの実話をベースにしている。

## ストーリー
エリックは大手企業に勤務する優秀な会計士だが、家庭では政治家の妻ヘザーとの仲は険悪で、息子からは馬鹿にされていた。そしてある日、とうとう妻から家を追い出されてしまい、ホテル暮らしになる。
そんなある日、エリックは日課で通う公営プールで中年男性ばかりのシンクロチームと出会い、ひょんなことからメンバー入りすることに。エリックはチームリーダーのテッドや不動産屋のルークの熱血指導を受けながら、世界選手権を目指してトレーニングに励む。

## キャスト
- エリック・スコット: ロブ・ブライドン - 会計士。
- ヘザー・スコット: ジェーン・ホロックス - エリックの妻。地方議員。
- ルーク: ルパート・グレイヴス - 不動産屋。自らの不倫が原因で離婚してボート暮らし。
- コリン: ダニエル・メイズ - 建設現場の監督。クリスタルパレスのユースチームの元選手。
- カート: アディール・アクタル（英語版） - 歯科医。作曲を担当。ゲイ。悲観的な性格。
- トム: トーマス・ターグーズ（英語版） - コソ泥。コリンが保証人。
- テッド: ジム・カーター - 妻を1年前に亡くした初老男性。チームのリーダー。
- スーザン: シャーロット・ライリー（英語版） - コーチ。
- ルイス: ナサニエル・パーカー - ヘザーの同僚議員。
- マイケル: ロバート・ドーズ（英語版） - エリックの上司。
- ビリー・スコット: スパイク・ホワイト - エリックとヘザーの1人息子。
- ジョナス・ユングベリ: クリスティアン・ルーベク（ノルウェー語版） - スウェーデンの男子シンクロ選手。スーザンの友人。
- サイレント・ボブ: クリス・ジェプソン - チームメンバーの1人。無口。
- 新人: ローナン・デイリー - チームメンバーの1人。存在感が全くなく本名は不明。

## 作品の評価
Rotten Tomatoesによれば、批評家の一致した見解は「『シンクロ・ダンディーズ!』は現代の男らしさを取り巻く示唆に富んだテーマに触れているが、結局は水を踏んで歩く以上のことは何もできていない。」であり、45件の評論のうち高評価は56%にあたる25件で、平均点は10点満点中5.20点となっている。
Metacriticによれば、11件の評論のうち、高評価は1件、賛否混在は8件、低評価は2件で、平均点は100点満点中44点となっている。

## 関連作品
男性シンクロチームを描いた映画
- ウォーターボーイズ
- Allt flyter - 2008年のスウェーデン映画。同じ実話をベースにしている。
- シンク・オア・スイム イチかバチか俺たちの夢 - 同じ実話をベースにしている。